# Министерство коммунального хозяйства Туркменистана
Министерство коммунального хозяйства Туркменистана (туркм. Türkmenistanyň Jemagat hojalygy ministrligi) — упразднённый орган исполнительной власти, осуществлявший государственное управление и единую государственную политику в области коммунального хозяйства, коммунальных услуг, благоустройства и санитарии.

## История
Учреждено 08 апреля 2011 года.
На заседании кабинета министров Туркмении 6 июля 2018 года было принято решение об упразднении министерства. Согласно постановлению президента Туркмении министерство было реорганизовано в Управление коммунального хозяйства Министерства строительства и архитектуры. Функции по благоустройству и коммунального хозяйства были переданы хякимликам велаятов, этрапов и городов. Находившийся в ведении министерства Институт коммунального хозяйства Туркменистана был переподчинён Министерству образования.

## Структура
В структуру министерства входили 206 подразделений, 90 процентов которых финансировались из бюджета, а 10 процентов составляли хозрасчётные предприятия. В г. Ашхабаде находятся 32 подразделения, где заняты около 13 тысяч 700 работников. В целом же по стране в коммунальных службах задействовано более 37 тысяч 800 человек.

## Министры
| No | Имя                                | Назначен   | Уволен     | Причина увольнения            |
| 1  | Ягшимамедов, Арслан Бердымамедович | 08.04.2011 | 11.01.2013 | за недостатки в работе        |
| 2  | Сатлыков, Сатлык                   | 11.01.2013 | 20.09.2013 | переход на другую работу      |
| -  | Реджепов, Атамурад                 | 20.09.2013 | 20.12.2013 | временно исполнял обязанности |
| 3  | Гурбанов, Какагелди Исаевич        | 20.12.2013 | 15.07.2016 | переход на другую работу      |
| 4  | Нурмамедов, Мамеднияз Овезович     | 15.07.2016 | 13.01.2017 | переход на другую работу      |
| 5  | Абилов, Мураднияз Язмухаммедович   | 13.01.2017 | 06.07.2018 | ликвидация министерства       |

## Контактная информация
| Адрес:   | Туркменистан, г. Ашхабад, 744000, ул. 2022 (ул. Алишера Навои), д. 108 |
| Телефон: | 993 (12) 92-16-38                                                      |
| Факс:    | 993 (12) 51-15-09                                                      |